# Niviventer
Niviventer (Marshall, Jr., 1976) è un genere di roditori della famiglia dei muridi, comunemente noti con il nome di ratti dal ventre bianco.

## Descrizione

### Dimensioni
Al genere Niviventer appartengono roditori di medie dimensioni, con lunghezza della testa e del corpo tra 101 e 205 mm, la lunghezza della coda tra 112 e 270 mm e un peso fino a 176 g.

### Caratteristiche craniche e dentarie
Il cranio è lungo, sottile e piatto, presenta un rostro moderatamente lungo e stretto e una scatola cranica allungata. I fori palatali anteriori sono lunghi e stretti, mentre le bolle timpaniche variano notevolmente nelle dimensioni e in alcune forme sono molto piccole. Gli incisivi superiori sono lisci, arancioni ed ortodonti od opistodonti, ovvero con le punte rivolte in basso oppure verso l'interno della bocca.
Sono caratterizzati dalla seguente formula dentaria:

### Aspetto
La pelliccia è soffice e lanosa spesso cosparsa di lunghi peli spinosi appiattiti. Le parti dorsali variano dal bruno-rossastro al bruno-grigiastro mentre le parti ventrali sono bianche o color crema. La linea di demarcazione lungo i fianchi è netta. Il muso è lungo ed appuntito, gli occhi e le orecchie sono grandi. I piedi sono lunghi e sottili, tranne in due specie, dove sono corti e larghi, adattamento ad una vita prevalentemente arboricola. La coda è molto più lunga della testa e del corpo, è talvolta munita di un ciuffo terminale ed è rivestita di anelli di scaglie ognuna corredata di tre peli. Le femmine hanno due paia di mammelle pettorali e due paia inguinali. In due specie è presente solo un paio di mammelle pettorali.

## Distribuzione
Questo genere è diffuso nell'Ecozona orientale e nella Cina orientale.

## Tassonomia
Il genere comprende 20 specie.
- Niviventer andersoni
- Niviventer brahma
- Niviventer cameroni
- Niviventer confucianus
- Niviventer coninga
- Niviventer cremoriventer
- Niviventer culturatus
- Niviventer eha
- Niviventer excelsior
- Niviventer fengi
- Niviventer fulvescens
- Niviventer fraternus
- Niviventer gladiusmaculus
- Niviventer hinpoon
- Niviventer langbianis
- Niviventer lepturus
- Niviventer niviventer
- Niviventer pianmaensis
- Niviventer rapit
- Niviventer tenaster